# Schließung der Londoner Theater (1642)

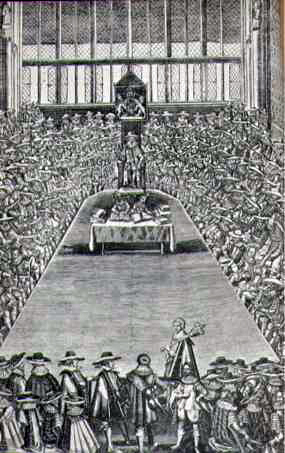
Sitzung des Langen Parlaments

Die Schließung der Londoner Theater war eine Anordnung des englischen Langen Parlaments vom 2. September 1642.
Die Puritaner, welche die Mehrheit im Parlament bildeten, wünschten sich eine moralische Erneuerung der Kirche und somit auch der Gesellschaft. Sie legten großen Wert auf persönliche Bekehrung, persönliche religiöse Erfahrung und Abkehr von allem, was sie als weltlich ansahen. Auch war der wenige Monate zuvor im Januar 1642 ausgebrochene englische Bürgerkrieg sicher ein Grund dafür leichte Unterhaltung in diesen Bürgerkriegswirren als unangemessen zu betrachten. Und so führte die Anordnung die gegenwärtigen „Zeiten der Demütigung“ und ihre Unvereinbarkeit mit „öffentlichen Bühnenstücken“ an, welche „laszive Fröhlichkeit und Leichtigkeit“ zur Schau stellen. Da das Verbot offenbar nicht vollständig Wirkung zeigte, wurde es durch eine Gesetzesverschärfung vom 11. Februar 1648 bekräftigt. Dieses sah die Einstufung von Schauspielern als Kriminelle, die Zerstörung von Theaterbestuhlung und Geldstrafen für Zuschauer vor.
Das Verbot vom 2. September 1642 im Wortlaut:

“Whereas the distressed Estate of Ireland, steeped in her own Blood, and the distracted Estate of England, threatened with a Cloud of Blood by a Civil War, call for all possible Means to appease and avert the Wrath of God, appearing in these Judgements; among which, Fasting and Prayer, having been often tried to be very effectual, having been lately and are still enjoined; and whereas Public Sports do not well agree with Public Calamities, nor Public Stage-plays with the Seasons of Humiliation, this being an Exercise of sad and pious Solemnity, and the other being Spectacles of Pleasure, too commonly expressing lascivious Mirth and Levity: It is therefore thought fit, and Ordained, by the Lords and Commons in this Parliament assembled, That, while these sad causes and set Times of Humiliation do continue, Public Stage Plays shall cease, and be forborn, instead of which are recommended to the People of this Land the profitable and seasonable considerations of Repentance, Reconciliation, and Peace with God, which probably may produce outward Peace and Prosperity, and bring again Times of Joy and Gladness to these Nations.”

Am 24. Januar 1643 baten die Schauspieler das Parlament darum, die Theater wieder zu öffnen. Hierzu schrieben sie: „Die Schauspieler rügen oder beschweren sich, dass ihr Beruf zum Schweigen gebracht wurde und sie aus ihren verschiedenen Spielhäusern verbannt wurden“ und bekannten: „Wir haben unsere Bühnen von allen obszönen und skurrilen Scherzen befreit.“.
Im Jahr 1660, gleich zu Beginn der Stuart-Restauration, ließ der frisch inthronisierte König Karl II. das Schauspiel wieder zu. Dazu vergab er an zwei Theaterkompanien das Letters Patent, um „legitimes Theaterschauspiel“ in London aufzuführen. Dies waren die Duke’s Company, geführt von William Davenant und die King’s Company unter der Führung Thomas Killigrews.